# Stratègios
Stratègios était un moine de Mar Saba au VIIe siècle, témoin historique de la conquête perse de la Palestine en 614.
Il est parfois identifié à Antiochos le moine, sans doute à tort, bien que certaines sources l'appellent Antiochus Stratègios.

## Œuvre
Son nom est donné par la version géorgienne de son ouvrage sur la conquête de la Palestine par le général perse Schahr-Barâz. Il comprend trois parties :
1. le récit du siège et de la chute de Jérusalem en 614.
2. une lettre d'un certain Thomas, chrétien de la ville qui, après le départ des Perses, a dénombré tous les lieux (en particulier les églises, ce qui en constitue un témoin important pour l'histoire des lieux saints à Jérusalem) où ont été retrouvés des cadavres (plusieurs milliers, les chiffres variant selon les diverses versions conservées), dans le but de leur donner une sépulture[2]: « Il y avait un homme nommé Thomas qui racontait que, en ensevelissant ceux qui avaient été tués, lui et sa femme les avaient comptés. Il dit : « De l'autel Saint-Georges il y en avait 7; de la Maison de la pénitence 18; de El-Habab 250; de l'église Sainte-Sophie 866; du couvent Qazman et Damien (SS. Cosme et Damien) 2,112; de la Croix 70; de la Maison de la Résurrection 212; de la. place publique 32; du quartier Semounqa (?) 723; de la Maison Saint-Marc 1,107; du côté occidental de Sion 197; de El-Ibroubatiki (Fontaine Probatique) 2,107; de la Maison de Jacques 1,700; du Golgotha 308; de El-Qabaïl (?) 8,111; de El-Bakhâroun (quartier des Parfumeurs) (?) 1,708; du Bassin de Silwan (Fontaine de Siloé) 2,313; de Mamilla (Birket et cimetière Mamilla) 24,518; de la Ville d'Or (la Porte Dorée?) 1,202; du couvent Saint-Jean 1,230; de DjErqounioun le roi  (?) 167; de la montagne des Oliviers 1,207; de matroumat de la Résurrection, 83; de la petite place publique 102; de la grande place publique 417; de l'église Saint-Serabioun (Saint-Sérapion) 38; et devant le Golgotha 80; des grottes, des montagnes et des jardins, 6,807; du Makhrâb (?) de David (peut-être Mihrâb, salle d'honneur, logement élevé, temple?); de l'intérieur de la ville 265; de l'endroit où se trouve la muraille 1,800. Le total des tués par les Perses à Jérusalem était de 62,455. »
3. le récit du retour de la Vraie Croix à Jérusalem par l'empereur Héraclius en 630 (ou peut-être 629).

Trois fragments ont été conservés en grec, mais il en existe une version complète en géorgien et une autre en arabe, toutes deux éditées et traduites (en latin) par le professeur louvaniste G. Garitte.

## Référence aux éditions
CPG 7846